# Paul Brodie
Paul Brodie   (Montreal, 10 d'abril de 1934 - Toronto, 19 de novembre de 2007) va ser un saxofonista canadenc, deixeble de Marcel Mule. El 1994 va ser nomenat Oficial de l'Ordre del Canadà, el màxim honor civil del Canadà, per haver "demostrat un autèntic domini del seu art gràcies a la seva capacitat per arribar a totes les edats amb la seva música".
Des de 1960, va realitzar més de 3.000 concerts al Canadà, EUA, Mèxic, França, Anglaterra, Índia, Singapur, Hong Kong, Filipines, Israel, Austràlia, Xina, Itàlia, Escòcia, Rússia i Argentina (1998). És un saxofonista de concerts molt gravat, amb 50 àlbums enregistrats per a "Golden Crest Records, CBC International Service, CBC Enterprise, Truly Fine Records, Classic Edition, Music Minus One, China Records, Dinant Records" i "ROI Records" (Hong Kong).
Warren Beatty va presentar el seu saxo tocant a la banda sonora de la seva pel·lícula Heaven Can Wait, guanyadora del premi Oscar. També va ser inclòs a Clyde Gilmour's Favorites, un àlbum que celebrava els 25 anys de Clyde Gilmour en un dels programes més famosos mai escoltats a CBC Radio. Brodie ha aparegut com a solista amb la majoria de les principals orquestres del Canadà i sovint ha estat presentat a CBC Radio, CBC Stereo, CBC Television, CTV i Global Television. El 1980, va encarregar a Ben Steinberg que escrivís Suite Sephardi per a ell.
És autor de A Student's Guide to the Saxophone, així com de tres llibres de solos de saxòfon publicats per "Frederick Harris Music". El 1969, Brodie va co-fundar amb Eugene Rousseau, un altre alumne de Marcel Mule, el Congrés Mundial de Saxòfon i ha estat artista / clínic de "The Selmer Company" dels Estats Units durant més de 30 anys.

## Discografia (incompleta)
- The Paul Brodie Quartet: A Recital
- The Paul Brodie Saxophone Quartet: On Tour
- The Paul Brodie Saxophone Quartet: In Concert
- Paul Brodie And Camerata (1980)
- Golden Age Of The Saxophone (1982)
- Music Minus One Alto Saxophone
- Encores! (1982)
- More Encores! (1982)
- Paul Brodie & Friends
- Amigos: Saxophone And Guitar (2004)
- Glick: Works for Saxophone & Piano: Paul Brodie & Valerie Tryon (2008)